# Buziet
Buziet (prononcé [byzjɛ] ; en béarnais Busiet) est une commune française, située dans le département des Pyrénées-Atlantiques en région Nouvelle-Aquitaine.
Le gentilé de la commune est Buziétois.

## Géographie

### Localisation
La commune de Buziet se trouve dans le département des Pyrénées-Atlantiques, en région Nouvelle-Aquitaine.
Elle se situe à 25 km par la route de Pau, préfecture du département, et à 14 km d'Oloron-Sainte-Marie, sous-préfecture.
Les communes les plus proches sont : 
Buzy (1,5 km), Ogeu-les-Bains (2,5 km), Lasseubetat (4,0 km), Bescat (4,2 km), Arudy (5,3 km), Sévignacq-Meyracq (5,9 km), Herrère (6,2 km), Izeste (6,6 km).
Sur le plan historique et culturel, Buziet fait partie de la province du Béarn, qui fut également un État et qui présente une unité historique et culturelle à laquelle s’oppose une diversité frappante de paysages au relief tourmenté.

### Communes limitrophes
Les communes limitrophes sont  Arudy, Buzy, Gan, Lasseubetat, Ogeu-les-Bains et Oloron-Sainte-Marie.
|                     | Lasseubetat | Gan (par un quadripoint) |
| Ogeu-les-Bains      | Buziet      | Buzy                     |
| Oloron-Sainte-Marie | Arudy       |                          |

### Paysages et relief
Le village de Buziet, situé au sud-est du département, au pied de la chaîne montagneuse des Pyrénées, est installé dans une plaine correspondant au lit de l'ancien glacier de la vallée d'Ossau. Cette vallée a été modelée entre le lit actuel du gave d'Ossau s'écoulant au sud du territoire communal et les crêtes d'Escou, Lasseubetat dominant le paysage au nord.
Le territoire de la commune de Buziet se caractérise par des reliefs variés, où courent de nombreux ruisseaux.
Trois entités morphologiques se distinguent du nord au sud :
- les crêtes d'Escou, Lasseubetat dont le point culminant se trouve à 455 mètres. Le versant sud descendant vers la RN 134 présente des pentes raides qui deviennent plus douces et font la transition avec la plaine alluviale ;
- la plaine alluviale occupe la majeure partie du territoire communal. Elle se caractérise au sud de la voie ferrée par un secteur relativement plat dans lequel s'écoulent les principaux ruisseaux, au nord par un relief légèrement plus vallonné ;
- les collines d'Hourcade qui séparent le village du gave d'Ossau offrent un paysage très découpé par de nombreux petits vallons. Les reliefs débutent au sud du village où ils atteignent 406 mètres.

Quelques pentes importantes sont à noter sur le territoire communal, notamment sur le coteau situé au nord de la commune et sur les collines occupant le sud de la commune.

### Hydrographie

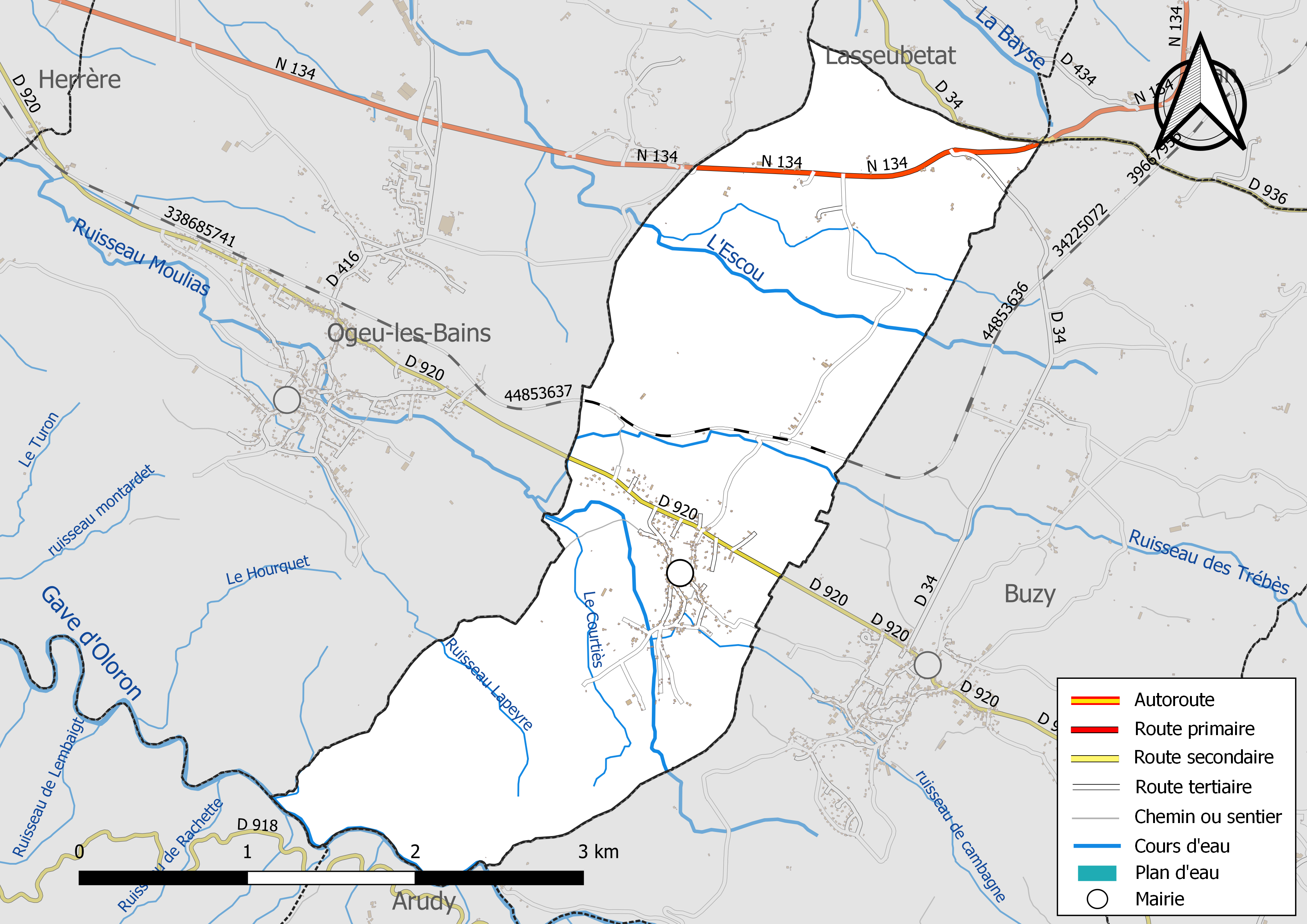
Réseaux hydrographique et routier de Buziet.

La commune est drainée par le gave d'Oloron, l'Escou, l'Arrigastoû, le ruisseau des Trébès, le Courtiès, le ruisseau de cambagne, le ruisseau Lapeyre, et par divers petits cours d'eau, constituant un réseau hydrographique de 13 km de longueur totale,.
Le gave d'Oloron, d'une longueur totale de 148,8 km, prend sa source dans la commune de Laruns et s'écoule vers le nord-ouest. Il traverse la commune et se jette dans le gave de Pau à Sorde-l'Abbaye, après avoir traversé 64 communes.
L'Escou, d'une longueur totale de 16,9 km, prend sa source dans la commune de Buzy et s'écoule du sud-est vers le nord-ouest. Il traverse la commune et se jette dans le gave d'Oloron à Estos, après avoir traversé 9 communes.
L'Arrigastoû, d'une longueur totale de 11,9 km, prend sa source dans la commune de Buzy et s'écoule du sud-est vers le nord-ouest. Il traverse la commune et se jette dans le gave d'Ossau à Escout, après avoir traversé 6 communes.

### Climat
Pour des articles plus généraux, voir Climat de la Nouvelle-Aquitaine et Climat des Pyrénées-Atlantiques.
Historiquement, la commune est exposée à un climat de montagne.  
En 2020, Météo-France publie une typologie des climats de la France métropolitaine dans laquelle la commune est toujours exposée à un climat de montagne et est dans la région climatique Pyrénées atlantiques, caractérisée par une pluviométrie élevée (>1 200 mm/an) en toutes saisons, des hivers très doux (7,5 °C en plaine) et des vents faibles.
Pour la période 1971-2000, la température annuelle moyenne est de 12,5 °C, avec une amplitude thermique annuelle de 13,8 °C. Le cumul annuel moyen de précipitations est de 1 407 mm, avec 11,9 jours de précipitations en janvier et 9,4 jours en juillet. Pour la période 1991-2020, la température moyenne annuelle observée sur la station météorologique la plus proche, située sur la commune d'Oloron-Sainte-Marie à 12 km à vol d'oiseau, est de 13,1 °C et le cumul annuel moyen de précipitations est de 1 491,4 mm,. Pour l'avenir, les paramètres climatiques de la commune estimés pour 2050 selon différents scénarios d’émission de gaz à effet de serre sont consultables sur un site dédié publié par Météo-France en novembre 2022.

### Milieux naturels et biodiversité

#### Espaces protégés
La protection réglementaire est le mode d’intervention le plus fort pour préserver des espaces naturels remarquables et leur biodiversité associée,.
Un  espace protégé est présent sur la commune : 
les « Zones humides de la Plaine d'Ogeu », un terrain acquis (ou assimilé) par un conservatoire d'espaces naturels, d'une superficie de 66,3 ha.

#### Réseau Natura 2000
Le réseau Natura 2000 est un réseau écologique européen de sites naturels d'intérêt écologique élaboré à partir des Directives « Habitats » et « Oiseaux », constitué de zones spéciales de conservation (ZSC) et de zones de protection spéciale (ZPS).
Un site Natura 2000 a été défini sur la commune au titre de la « directive Habitats » : « le gave d'Oloron (cours d'eau) et marais de Labastide-Villefranche », d'une superficie de 2 547 ha, une rivière à saumon et écrevisse à pattes blanches,.

#### Zones naturelles d'intérêt écologique, faunistique et floristique
L’inventaire des zones naturelles d'intérêt écologique, faunistique et floristique (ZNIEFF) a pour objectif de réaliser une couverture des zones les plus intéressantes sur le plan écologique, essentiellement dans la perspective d’améliorer la connaissance du patrimoine naturel national et de fournir aux différents décideurs un outil d’aide à la prise en compte de l’environnement dans l’aménagement du territoire.
Une ZNIEFF de type 1 est recensée sur la commune, : 
les « tourbières, landes et rives boisées de la vallée de l'Escou » (163,03 ha), couvrant 3 communes du département et deux ZNIEFF de type 2,, : 
- les « coteaux et vallées "bocagères" du Jurançonnais » (20 986,16 ha), couvrant 23 communes du département[27] ;
- le « réseau hydrographique du gave d'Oloron et de ses affluents » (6 885,32 ha), couvrant 114 communes dont 2 dans les Landes et 112 dans les Pyrénées-Atlantiques[28].

## Urbanisme

### Typologie
Au 1er janvier 2024, Buziet est catégorisée commune rurale à habitat dispersé, selon la nouvelle grille communale de densité à sept niveaux définie par l'Insee en 2022.
Elle est située hors unité urbaine. Par ailleurs la commune fait partie de l'aire d'attraction de Pau, dont elle est une commune de la couronne,. Cette aire, qui regroupe 227 communes, est catégorisée dans les aires de 200 000 à moins de 700 000 habitants,.

### Occupation des sols

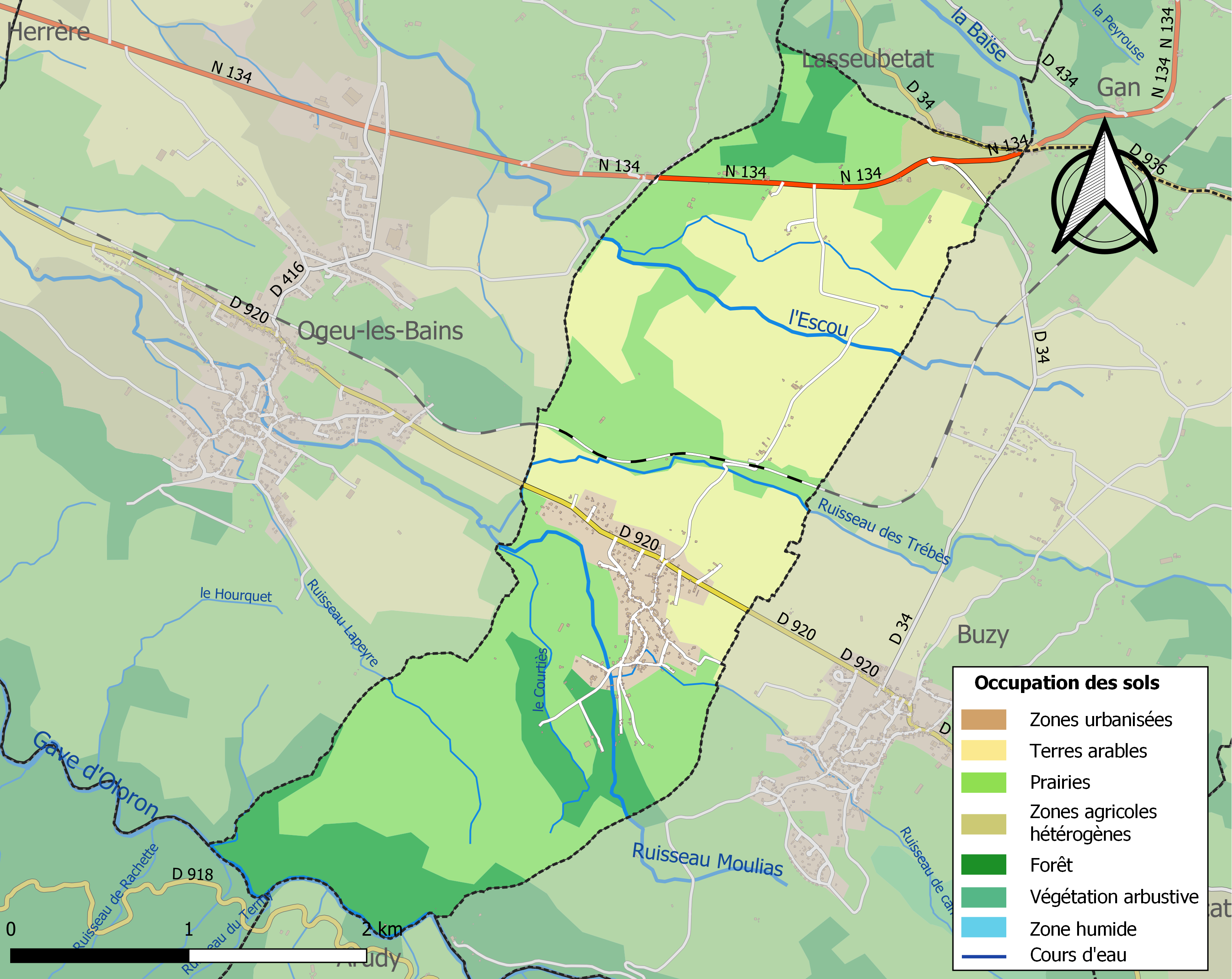
Carte des infrastructures et de l'occupation des sols de la commune en 2018 (CLC).

L'occupation des sols de la commune, telle qu'elle ressort de la base de données européenne d’occupation biophysique des sols Corine Land Cover (CLC), est marquée par l'importance des territoires agricoles (80,4 % en 2018), en diminution par rapport à 1990 (82 %). La répartition détaillée en 2018 est la suivante : 
prairies (43,7 %), terres arables (33,9 %), forêts (14 %), zones urbanisées (5,6 %), zones agricoles hétérogènes (2,8 %). L'évolution de l’occupation des sols de la commune et de ses infrastructures peut être observée sur les différentes représentations cartographiques du territoire : la carte de Cassini (XVIIIe siècle), la carte d'état-major (1820-1866) et les cartes ou photos aériennes de l'IGN pour la période actuelle (1950 à aujourd'hui).

### Lieux-dits et hameaux
- Belair ;
- le Bois ;
- Départ ;
- Village.

### Risques majeurs
Le territoire de la commune de Buziet est vulnérable à différents aléas naturels : météorologiques (tempête, orage, neige, grand froid, canicule ou sécheresse), inondations, feux de forêts et séisme (sismicité moyenne). Il est également exposé à un risque technologique,  le transport de matières dangereuses. Un site publié par le BRGM permet d'évaluer simplement et rapidement les risques d'un bien localisé soit par son adresse soit par le numéro de sa parcelle.

#### Risques naturels
Certaines parties du territoire communal sont susceptibles d’être affectées par le risque d’inondation par une crue torrentielle ou à montée rapide de cours d'eau, notamment le gave d'Oloron, le Escou et le ruisseau Moulias. La commune a été reconnue en état de catastrophe naturelle au titre des dommages causés par les inondations et coulées de boue survenues en 1982, 2009, 2018 et 2021,.
Buziet est exposée au risque de feu de forêt. En 2020, le premier plan de protection des forêts contre les incendies (PDPFCI) a été adopté pour la période 2020-2030. La réglementation des usages du feu à l’air libre et les obligations légales de débroussaillement dans le département des Pyrénées-Atlantiques font l'objet d'une consultation de public ouverte du 16 septembre au 7 octobre 2022,.

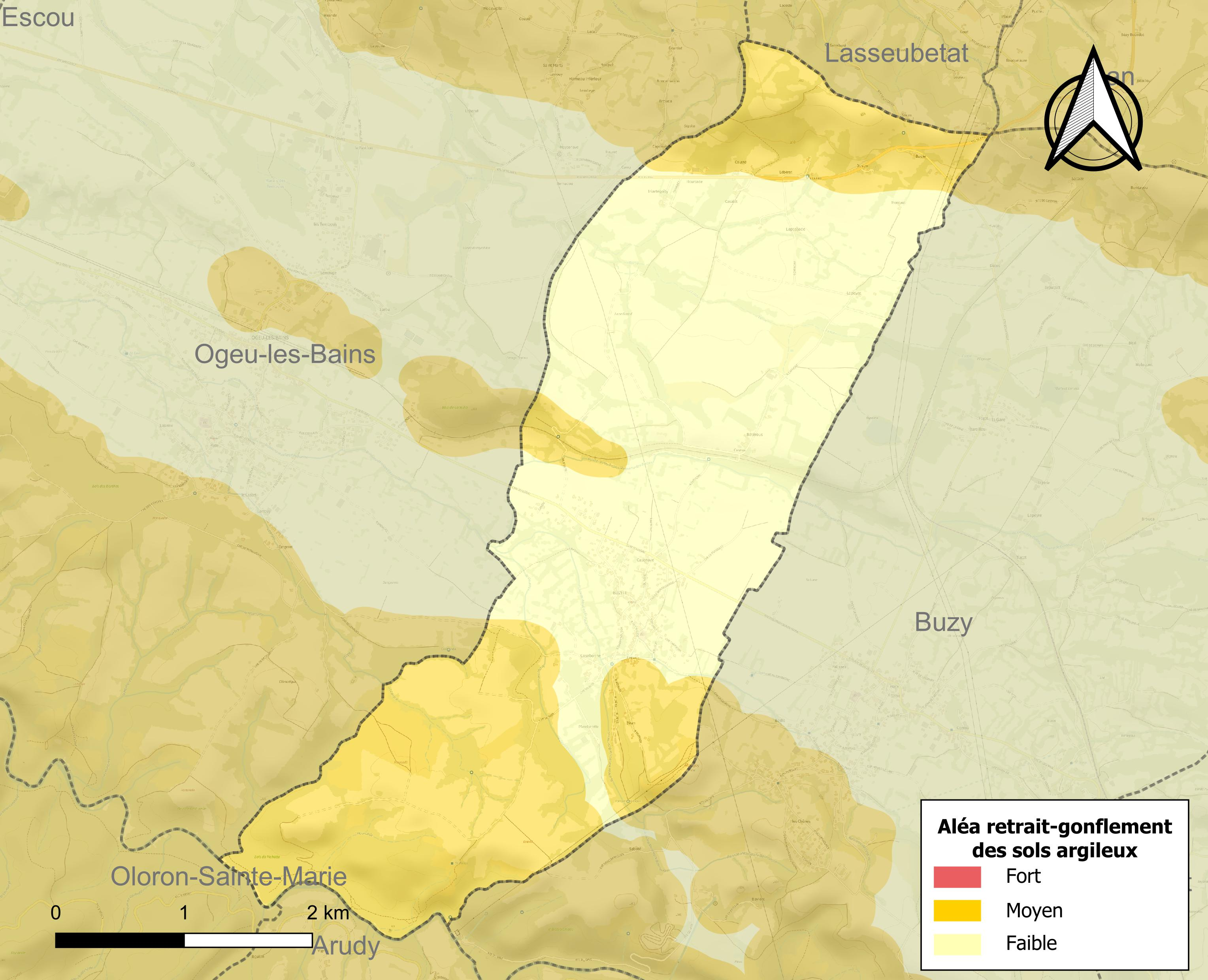
Carte des zones d'aléa retrait-gonflement des sols argileux de Buziet.

Le retrait-gonflement des sols argileux est susceptible d'engendrer des dommages importants aux bâtiments en cas d’alternance de périodes de sécheresse et de pluie. 43 % de la superficie communale est en aléa moyen ou fort (59 % au niveau départemental et 48,5 % au niveau national). Depuis le 1er octobre 2020, en application de la loi ELAN, différentes contraintes s'imposent aux vendeurs, maîtres d'ouvrages ou constructeurs de biens situés dans une zone classée en aléa moyen ou fort,.

## Toponymie
Le toponyme Buziet apparaît sous les formes 
Busieg (1385, censier de Béarn), 
Vusiet (1440, notaires d'Oloron) et 
Busiet (1544, réformation de Béarn).
De l'ancien provençal buza (« bouse ») avec le double suffixe –in-ellum[réf. nécessaire].

## Histoire
Au remembrement (recensement) de 1385 Buziet compte vingt-quatre feux (foyers). C'est ainsi que l'on recense à l'époque la population. Chaque feu compte trois et quatre générations.
Aux XIVe et XVe siècles, Buziet est renommée par sa fabrique de crécelles, très employées à cette époque. Elles servaient aux enfants de chœur pour appeler les fidèles paroissiens à rentrer à l'église pour assister aux offices religieux, d'où le nom de carrasque en béarnais (crécelles) et le nom de ses habitants lous Carascayres.
La Première République ayant aboli les droits de propriété. Les terres sont affectées par une réforme agraire aux exploitants agricoles qui les travaillent. Ces terres sont cadastrées en 1807 pour la première fois à Buziet, par monsieur Jean Sallenave, secrétaire général et géomètre demeurant à Buziet.
Un pont romain, place Lonibos, nous donne le témoignage de la route romane qu'empruntaient les Romains pour atteindre leur camp non loin de l'ancienne église à Castera. Les ruines de l'église romane de Buziet, très visibles encore de nos jours, sont démolies par l’artillerie de Bayonne sous le règne de Louis XVIII. Cette église servait de repaire à d'anciens grognards de Napoléon Ier qui convertis en brigands, pillaient les villages environnants. À cette époque la municipalité de Buziet avait dû mettre sur pied une garde municipale pour effectuer des patrouilles de jour et de nuit afin d'arrêter ces individus porteurs d'armes à feu.
L’église du XVIIe siècle a un clocher typique, un retable en bois doré du XVIIe siècle, un christ et une croix processionnaire du XIIe siècle provenant de l’ancienne église romane située au lieu-dit Castera (du latin Castra : le Camp) près de l'ancien camp romain.
Le 15 juin 1816 s'effectue une battue aux loups. Ces animaux féroces ravagent les bestiaux en liberté sur la rive du gave d'Ossau. La commune supporte les frais pour l'achat de munitions, pierres à fusil, poudre, etc.
En 1884, le conseil municipal de Buziet, aidé par une pétition de la population, obtient du ministre des Cultes, le départ de l'abbé Carlon et demande le retour à la religion réformée, par la présence d'un pasteur. Ceci démontre que la commune de Buziet était protestante sous le règne de Jeanne d'Albret, mère du roi Henri IV.
En 1944, le village est encerclé le 17 juillet par des nazis. Les maquisards de Buziet, en majorité Espagnols et Catalans, vivent au Bager. Les Allemands après avoir rassemblé tous les hommes valides du village décident de fusiller vingt-deux maquisards. Un seul ayant tenté la fuite réussit à se sauver du peloton d'exécution. Une commémoration de ce massacre a lieu chaque année au mois de juillet. Durant cette journée du 17 juillet deux femmes du village furent également tuées à bout portant dans leur demeure respective.
En 1974, la municipalité décide de défricher 160 hectares de landes dites fougeraies. Les exploitations agricoles y ont vu le moyen d'agrandir leurs surfaces cultivables en procédant à la mise en pâturage de ces landes incultes.

## Politique et administration
| Période                                  | Période  | Identité               | Étiquette | Qualité |
| ---------------------------------------- | -------- | ---------------------- | --------- | ------- |
| avant 1988                               | 2001     | Jean-Baptiste Casaucau |           |         |
| 2001                                     | 2014     | Jean-Claude Elichiry   |           |         |
| 2014                                     | 2020     | Alfred Maxenti         |           |         |
| 2020                                     | en cours | Fabienne Touvard       |           |         |
| Les données manquantes sont à compléter. |          |                        |           |         |

### Intercommunalité
La commune fait partie de quatre structures intercommunales : 
- la communauté de communes du Haut Béarn ;
- le SIVU de regroupement pédagogique de Buzy-Buziet ;
- le syndicat AEP d'Ogeu-les-Bains ;
- le syndicat d’énergie des Pyrénées-Atlantiques.

## Population et société

### Démographie
L'évolution du nombre d'habitants est connue à travers les recensements de la population effectués dans la commune depuis 1793. Pour les communes de moins de 10 000 habitants, une enquête de recensement portant sur toute la population est réalisée tous les cinq ans, les populations de référence des années intermédiaires étant quant à elles estimées par interpolation ou extrapolation. Pour la commune, le premier recensement exhaustif entrant dans le cadre du nouveau dispositif a été réalisé en 2007.

En 2022, la commune comptait 477 habitants, en évolution de −2,45 % par rapport à 2016 (Pyrénées-Atlantiques : +3,78 %, France hors Mayotte : +2,11 %).
| 1793 | 1800 | 1806 | 1821 | 1831 | 1836 | 1841 | 1846 | 1851 |
| ---- | ---- | ---- | ---- | ---- | ---- | ---- | ---- | ---- |
| 630  | 524  | 620  | 602  | 619  | 680  | 675  | 697  | 664  |

| 1856 | 1861 | 1866 | 1872 | 1876 | 1881 | 1886 | 1891 | 1896 |
| ---- | ---- | ---- | ---- | ---- | ---- | ---- | ---- | ---- |
| 673  | 681  | 674  | 610  | 631  | 626  | 625  | 603  | 604  |

| 1901 | 1906 | 1911 | 1921 | 1926 | 1931 | 1936 | 1946 | 1954 |
| ---- | ---- | ---- | ---- | ---- | ---- | ---- | ---- | ---- |
| 570  | 555  | 504  | 479  | 485  | 408  | 363  | 322  | 318  |

| 1962 | 1968 | 1975 | 1982 | 1990 | 1999 | 2006 | 2007 | 2012 |
| ---- | ---- | ---- | ---- | ---- | ---- | ---- | ---- | ---- |
| 343  | 308  | 313  | 340  | 369  | 371  | 417  | 424  | 484  |

| 2017 | 2022 | - | - | - | - | - | - | - |
| ---- | ---- | - | - | - | - | - | - | - |
| 484  | 477  | - | - | - | - | - | - | - |

## Économie
L'activité est principalement agricole (élevage, pâturages, maïs). La commune fait partie de la zone d'appellation de l'ossau-iraty.

## Culture locale et patrimoine

### Patrimoine religieux
- Église Saint-Julien-de-Bigorre de Buziet

## Pour approfondir